# Formă de guvernământ

Cele aproximativ 200 de state independente dn lume au forme de guvernamânt variate: republici prezidentiale (albastru), republici semi-prezidențiale (galben), republici parlamentare (portocaliu), alte republici (verde deschis), monarhii constitutionale (roșu), monarhii constituționale unde regalitatea are o putere semnificativă (roz), monarhii absolute (vișiniu), state cu partid unic (cafeniu), junte militare (verde închis), alte cazuri (gri închis), și teritorii fără o guvernare proprie (gri deschis).

Forma de guvernământ este organizarea legislativă,  executivă și  judiciară a unui stat. 
Forma de guvernământ este de obicei stabilită printr-o  constituție. 
Formele de guvernământ au variat pe parcursul istoriei. Cele mai vechi sunt regalitatea și teocrația. Platon a clasificat formele de guvernământ în aristocrație, timocrație, oligarhie, democrație, și tiranie. Aristotel a propus o altă clasificare, în regalitate, tiranie, aristocrație, oligarhie, republică și democrație. În perioada modernă, cele mai multe state s-au organizat în  republici sau  monarhii.
„Forma de guvernământ” (organizarea celor trei ramuri de guvernământ), nu trebuie confudată cu „guvernul” (organizarea modernă a puterii executive la nivel central), deși în engleză este utilizat același cuvânt (form of government și government, respectiv). 

## Republica

### Republica parlamentară
Prim-ministrul  conduce guvernul și are autoritatea executivă în stat. În majoritatea cazurilor, Președintele are o funcție simbolică, având rolul de a media conflictele politice și de a reprezenta pe plan extern țara, fără atribuții executive.
Guvernul este numit de Parlament. În unele cazuri Parlamentul alege și pe Președintele țării.

### Republica semiprezidențială
Prim-ministrul împarte puterea executivă cu președintele statului. 
Președintele, ales direct de cetățeni, are atribuții importante în politica externă și de apărare. De asemenea, președintele propune parlamentului prim-ministrul spre validare și numește pe miniștri la propunerea prim-ministrului. Președintele poate dispune suspendarea din funcție a unor miniștri, dacă aceștia sunt anchetați pentru fapte penale
Constituția României specifică astfel organizarea cele trei puteri ale Statului:
- Puterea legislativă  este exercitată de parlament (art. 61), cu initiativa legislativă aparținând „Guvernului, deputaților, senatorilor sau unui număr de cel puțin 100.000 de cetățeni cu drept de vot” (art. 74). Președintele promulgă legile (art. 77).

- Puterea executivă  este reprezentată de Președinte și Guvern. Președintele „exercită funcția de mediere între puterile statului, precum și între stat și societate” (art. 80), desemnează candidatii de prim-ministru (art. 85), și „prezidează ședințele Guvernului la care participă” (art. 87). Guvernul „asigură realizarea politicii interne și externe a țării și exercită conducerea generală a administrației publice” (art. 102).

- Puterea judecătorească  „se realizează prin Înalta Curte de Casație și Justiție și prin celelalte instanțe judecătorești stabilite de lege” (art. 126).

### Republica prezidențială
Atât funcția de șef al guvernului, cât și cea de șef al statului sunt îndeplinite de președintele statului, ales direct de cetățeni. Nu există un prim-ministru. Președintele țării exercită întreaga putere executivă. Acțiunile președintelui sale sunt controlate de Parlament.

## Monarhia

### Monarhia constituțională
Șeful statului este monarhul. Monarhul nu este ales direct de către cetățeni, regulile succesiunii monarhice  fiind stabilite de constituție. Atribuțiile monarhilor au fost reduse treptat, mai ales după 1945, rolul acestora fiind acum mai mult simbolic cu puteri limitate. La fel ca în republica parlamentară, puterea executivă este acum condusă de un prim-ministru care formează un guvern. 
Monarhul trebuie sa fie imparțial din punct de vedere politic și să nu se implice public în politică, dar în unele monarhii constituționale monarhii au „puteri de rezervă” pe care le pot folosi  în caz de criză.
Constituția României din 1923 specifica astfel organizarea cele trei puteri ale Statului:
- „Puterea legislativă se exercită colectiv de către Rege și Reprezentațiunea națională” (Senatul și Adunarea deputaților, adică Parlamentul). (art. 34) și „Orice lege cere învoirea a câtor trele ramuri ale puterii legiuitoare.” (cele trei entități nu pot adopta texte cu putere de lege decât împreună). Conform art. 90, Regele poate dizolva Parlamentul, dar este obligat să convoace noi alegeri în termen stabilit: „el are dreptul de a dizolva ambele Adunări deodată sau numai una din ele. Actul de dizolvare trebuie să conțină convocarea alegătorilor până în două luni de zile și a Adunărilor până în trei luni.”

- „Puterea executivă este încredințată Regelui, care o exercită în modul regulat prin Constituțiune.” (art. 39). Regele numește pe Primul-Ministru, care formează Guvernul: „Guvernul exercită puterea executivă în numele Regelui, în modul stabilit prin Constituțiune.” (art. 92). „Regele domnește, nu guvernează” este formula care exprimă, sintetic, faptul că Suveranul rămâne titularul puterii executive, pe care nu o exercită în mod direct, ci prin intermediul Cabinetului. Ca titular al acestei puteri, Regele poate revoca oricând mandatul Primului-Ministru, dacă constată că guvernul acestuia nu se mai bucură de încrederea populației și a sa (ex. situația de la 23 august 1944): „Regele numește și revoacă pe miniștrii săi.” (art. 88).

- „Puterea judecătorească se exercită de organele ei. Hotărârile lor se pronunță în virtutea legii și se execută în numele Regelui.” (art. 40)

### Monarhia absolută
Monarhul deține puterea absolută (legislativă, executivă, judiciară) în stat. Dacă există, Parlamentul are rol decorativ.
Exemple în prezent sunt  Vaticanul, Arabia Saudită, și Eswatini.